# Le Démon d'Halloween (Buffy)
Pour les articles homonymes, voir Le Démon d'Halloween.
Le Démon d'Halloween est le 4e épisode de la saison 4 de la série télévisée Buffy contre les vampires.

## Résumé
Alors que Oz et ses amis de la fraternité préparent la fête d'Halloween, l'un d'entre eux peint un symbole sur le sol. Quand Oz sort son canif pour réparer un ampli il se coupe et une goutte tombe sur le dessin. Sans le savoir il vient d'effectuer la première partie du rituel pour faire prendre forme à Gachnar, le démon de la peur. Le soir venu, tous les invités (dont Buffy, Willow et Alex) se retrouvent enfermés dans la maison, et toutes les attractions mises en place deviennent réelles : squelettes, des raisins devenant de vrais yeux, etc. Tous sont confrontés à leurs peurs : Buffy est condamnée à toujours combattre, les sorts de Willow se retournent contre elle, Alex est ignoré de tous et Oz se transforme en loup-garou alors que ce n'est pas la pleine lune.
Anya, arrivée en retard, s'en rend compte et va prévenir Giles. Il découpe la porte grâce à une tronçonneuse et rejoint Buffy et les autres. Dans le livre où l'ami de Oz a recopié le symbole, il lit que détruire le symbole n'est pas un des deux moyens de tuer Gachnar mais, au contraire, le fera naître immédiatement. Buffy, qui n'a pas écouté Giles jusqu'au bout, détruit le symbole, ce qui fait apparaître le démon de la peur. Cependant, il s'avère que celui-ci est minuscule et Buffy l'écrase avec sa chaussure. À la fin de l'épisode Giles se rend compte que la légende sous la représentation du démon précise « Taille réelle ».

## Production